# حمادة (عزبة)
عزبة حمادة، عزبة تابعة لقرية الصافية بالوحدة المحلية لقرية كفر مجر، التابعة لمركز دسوق، التابع لمحافظة كفر الشيخ في جمهورية مصر العربية.